# Frères de Saint-Gabriel
Die Kongregation der Frères de Saint-Gabriel (offizieller Name Frères de l'instruction chrétienne de Saint-Gabriel; lateinisch Institutum Fratrum instructionis christianae a Sancto Gabriele, SG; übersetzt: Brüder der christlichen Unterweisung vom heiligen Gabriel; kurz Gabrielisten) ist ein katholischer Laienbrüderorden, der sich dem schulischen Unterricht und der Erziehung widmet.

## Geschichte
Die Gemeinschaft wurde 1715 durch den heiligen Louis-Marie Grignion de Montfort (1643–1716) gegründet. Sie zählte im 18. Jahrhundert nie über 30 Mitglieder. Doch im 19. Jahrhundert traten in Frankreich sehr viele junge Männer ein und sie wuchs bis 1900 auf 1027 Brüder.
Im Jahre 2016 zählte die Kongregation 1221 Brüder in allen Kontinenten, unter anderem in Frankreich, Belgien, England, Haiti, Brasilien, Madagaskar, Mauritius, Indien, Thailand, Kanada und in den USA. An den meisten ihrer Niederlassungen unterhält die Kongregation eigene Schulen.